# Kenyon Martin
Kenyon Lee Martin (* 30. Dezember 1977 in Saginaw, Michigan) ist ein ehemaliger US-amerikanischer Basketballspieler. Er ist 2,06 Meter groß und wurde hauptsächlich als Power Forward eingesetzt. An erster Stelle im NBA-Draft 2000 ausgewählt spielte Martin 15 Saisons in der nordamerikanischen Profiliga und wurde einmal NBA-All-Star.

## Spielweise
Martins Größe von 2,06 Metern machte ihn zwar zu einem NBA-tauglichen Power Forward. Doch reichte diese nicht aus, um in den Playoffs gegen andere Teams mit größeren Flügelspielern auf einer Augenhöhe spielen zu können.
Martin glich dieses körperliche Defizit weitestgehend durch ein hohes Maß an Aggressivität sowie Sprungkraft aus.
So galt er als einer der besten Verteidiger und spektakulärsten Dunkern auf seiner Position.
Immer wieder von Verletzungen, die aus dieser körperlich harten Spielweise resultieren, zurückgeworfen, war Martin immer wieder gezwungen, Spiele auszusetzen oder seine physischen Fähigkeiten nicht voll auszuschöpfen.
Seine Aggressivität im Spiel verschaffte ihm in der NBA neben dem Ruf eines Rüpels auch mehrere Spielsperren.

## Profikarriere
Martin spielte zunächst vier Jahre an der University of Cincinnati für die Cincinnati Bearcats. Er verließ das College als bester Shotblocker der Vereinsgeschichte. In seinem letzten Collegejahr erzielte Martin 18,9 Punkte, 9,7 Rebounds und 3,5 Blocks im Schnitt. Die Bearcats zogen noch im Jahr 2000 zu seinen Ehren die Trikotnummer 4 zurück und vergeben diese seitdem nicht mehr. Martin gewann zudem viele Collegeauszeichnungen, darunter auch die des besten Collegespieler der Saison in der NCAA.
Von den New Jersey Nets als erster Spieler des Drafts 2000 ausgewählt und damit der bisher letzte Senior der an Position Nummer 1 gewählt wurde, verbrachte Martin die ersten vier Jahre seiner Karriere an der US-amerikanischen Ostküste. In dieser Zeit konnte er seine Werte bei Punkten, Rebounds sowie Minuten stetig steigern. Im Jahr 2001 wurde er für seine Leistungen im ersten Profijahr in das NBA All-Rookie First Team berufen. Ab diesem Jahr stand ihm Jason Kidd als Aufbauspieler zur Seite, der mit Martin ein spektakuläres Duo bildete.
In der Saison 2001/2002 erreichten die New Jersey Nets zum ersten Mal mit Martin die Playoffs. 2002 und 2003 stießen sie bis in die NBA-Finals vor, wo sie jedoch erst an den Los Angeles Lakers, dann an den San Antonio Spurs scheiterten.
In der Saison 2003/2004 scheiterten die Nets zum ersten Mal seit zwei Saisons in den Halbfinals der Eastern Conference. In dieser Saison hatte Martin sein – statistisch gesehen – bestes Jahr (reguläre Saison: 16,7 Punkte; 9,5 Rebounds in 35 Minuten pro Spiel). Er wurde zudem in das NBA All-Star Game eingeladen.
2004 lief Martins Vertrag bei den Nets aus.
Mit seinen recht ansehnlichen Statistiken aus der Saison 2003/2004 wechselte er zu den Denver Nuggets, die für ihr schnelles Spiel einen athletischen Power Forward suchten. Martin unterschrieb einen Maximal-Vertrag, der insgesamt auf über 90 Millionen Dollar über 6, optional 7 Jahre dotiert war. Doch auch sein Vertrag konnte nichts daran ändern, dass er sich in Denver mit einem System mit mehreren Punktesammlern arrangieren musste. Bereits im ersten Jahr sanken Martins Werte bei Punkten und Rebounds tendenziell. Die Nuggets scheiterten in den Playoffs 2005 an den San Antonio Spurs in der ersten Runde mit 1:4.

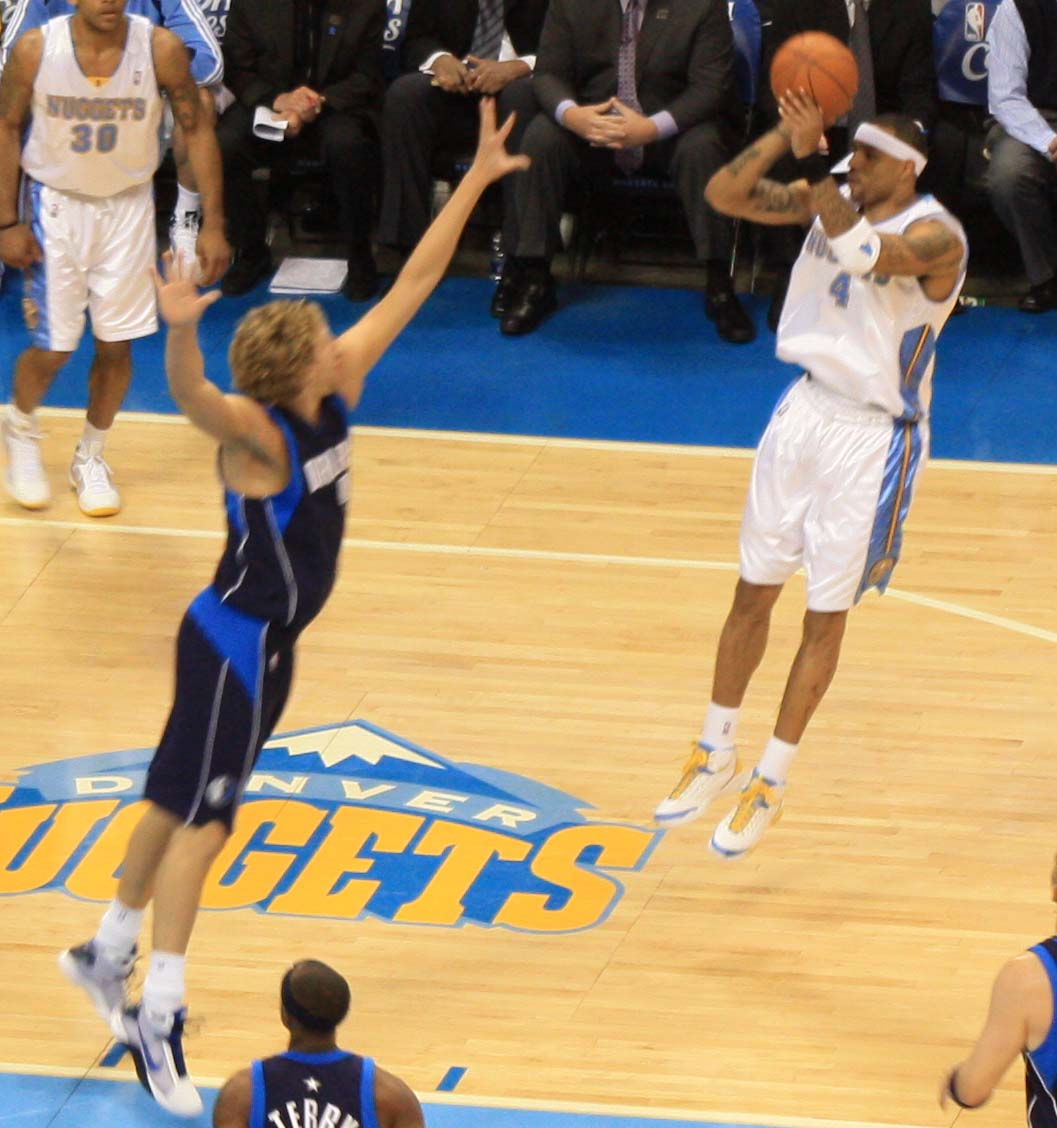
Kenyon Martin beim Sprungwurf über Dirk Nowitzki

Auch die nächste Saison 2005/2006 brachte keine Verbesserung. Martins Werte waren so schlecht wie seit seiner Saison als Rookie nicht mehr. Auch 2006 schieden die Nuggets in der ersten Runde aus, gegen die Los Angeles Clippers mit 1:4. Neben den Mängeln auf dem Feld ließen Martin auch seine Ausrutscher neben dem Platz in die Kritik rücken. Man suspendierte ihn für das letzte Spiel der Serie mit den Clippers. In der Offseason wollte man ihn dann loswerden. Ein Trade mit einem anderen Team wollte aber nicht klappen, auch wenn die Nuggets viele verschiedene Angebote machten.
In der Offseason versöhnte Martin sich aber dann mit Coach George Karl und dieser gab ihm eine neue Chance. In der Saison 2006/2007 legte er gleich in den ersten zwei Spielen gute Statistiken auf und ihm gelangen in Punkten und Rebounds in beiden Spielen fast zweistellige Werte im Schnitt. Dann allerdings verletzte er sich im Spiel gegen die Timberwolves schwer, denn es stellte sich kurz danach heraus, dass er sich einen Kreuzbandriss zugezogen hatte. Es sollte sein letztes Spiel der Saison gewesen sein und die Nuggets hatten zum dritten Mal im dritten Jahr in Folge mit einem Spieler zu kämpfen, der für die ganze Saison ausfiel.
Martin blieb bis zum Sommer 2011 bei den Nuggets. Aufgrund eines Lockouts und dem daraus resultierenden möglichen Ausfall der NBA-Saison, sowie der Tatsache, dass Martin Free Agent wurde, entschied er sich nach China zu den Xinjiang Flying Tigers zu wechseln. Martin unterschrieb am 21. September 2011 einen Ein-Jahres-Vertrag, ohne Ausstiegsklausel, bei den Flying Tigers und wurde zum bestbezahlten Ausländer in der Geschichte des chinesischen Basketball. Sein Vertrag wurde kurz vor Beginn der NBA-Saison 2011/12 aufgelöst. Die Auflösung wurde mit familiären Problemen begründet. Martin kehrte daraufhin in die USA zurück und unterschrieb im Februar 2012 einen Vertrag bei den Los Angeles Clippers und gab am 8. Februar 2012 sein Debüt für das Team.
Zu Beginn der Saison 2012/13 gab es für Martin keine Angebote von anderen Team, sodass er zunächst vertragslos blieb. Am 21. Februar 2013 unterschrieb er einen Zehntagesvertrag bei den New York Knicks. Er blieb bis zum Ende der Saison bei den Knicks. Nach Saisonende wurde sein Vertrag nicht verlängert. Am 8. Januar 2015 unterschrieb Martin einen 10-Tages-Vertrag bei den Milwaukee Bucks, der allerdings auch nicht verlängert wurde. Im Sommer 2015 gab Martin seinen Rücktritt vom Profisport bekannt.